# Tag cloud
Tag cloud (word cloud, ili weighted list u vizualnom dizajnu) je vizualna reprezentacija teksta, obično korišćena na web sajtovima, ili da vizualizuje slobodnu formu teksta. Tagovi su obično pojedinačne reči, i važnost svakog taga je prikazana različitom bojom ili veličinom. Ovaj format je koristan za brz pronalazak najvažnijih termina i lociranje pojmova alfabetski. Kada se koristi kao pomoć u navigaciji po web sajtu, pojmovi su hiper linkovani za stvari povezane sa tagom.

## Istorija
U jeziku vizualnog dizajna, tag cloud (ili word cloud) se obično koristi na geografskim mapama kako bi prikazao relativnu veličinu gradova koristeći različite veličine fonta- as commonly used on geographic maps to represent the relative size of cities in terms of relative typeface size. Davno odštampan primer liste engleskih ključnih reči bio je "podsvesni fajlovi" u Douglas Couplandovoj Microserfs (1995). Nemačka verzija pojavila se 1992.
Specifična vizualna forma i često korišćen termin "tag cloud" širu upotrebu pronašao je u prvoj deceniji 21. veka u široko rasprostranjenoj verziji Web 2.0 sajtova i blogova,i primarno se koristio da prilaže frekvenciju rasprostranjenosti ključnih reči web sajtova na kojima se nalazi,kako bi pomogao posetiocima sajtova u lakom pretraživanju.
Prvi tag cloud-ovi na popularnim sajtovima bili su oni na sajtu Flickr, stvoreni od strane Flickrovog dizajnera interakcije Stewart Butterfielda u 2004. godini. Ta impelentacija bila je bazirana na Džim Flanaganovom "Search Referral Zeitgeist, Tag cloudovi su takođe postajali popularni od strane Del.icio.us i Technorati, između ostalih.
Korišćenje tag cloud metode kao pomoćne alatke za navigaciju po web sajtovima dovela je do odbacivanja upotrebe među prvim korisnicima. (Flickr se kasnije "izvinio" zajednici web developera u njihovom govoru za nagradu "najbolja praksa" iz 2006,gde su jednostavno rekli "izvinite zbog tag cloudova.")
Druga generacija softver developera otkrila je potpuno drugi metod korišćenja tag clouda, potpuno širu primenu,kao osnovnu vizualizaciju metoda za tekstualne podatke. Nekoliko ekstenzija tag clouda su bile predstavljene u ovom kontekstu. Primeri kao sto su Paralelni Tag Cloudovi, SparkClouds, and Prefix Tag Clouds. Pretraživač word cloudova,napisan u Adobe Flex, kombinuje tag cloudove sa određenim interaktivnim dodacima za analizu teksta.

## Tipovi
Postoje tri glavna tipa tag cloud aplikacija u social software, koji se uglavnom samo razlikuju po njihovom značenju,nego izgledu. Kod prvog tipa,tag sluzi za učestalost svakog pojma, dok u drugom tipu, postoje globalni tag cloudovi gde je njihova učestalost podeljena izmedju svih podataka i korisnika.Treći tip sadrži kategorije, čija veličina prikazuje određen broj podkategorija.

### Učestalost
U prvom tipu,veličina predstavlja broj puta koliko je tag povezan sa pojedinačnim podatkom. Ovo je korisno kao alat za prikazivanjemetadata vezano za jedan podatak koji jedemokratski "izglasan" i čiji precizni rezultati nisu poželjni. Primeri takve primene uključujuLast.fm (da prikažu žanrove određenih bendova) i LibraryThing (da prikažu tagove povezane sa određenim knjigama).
U drugom,češće korišćenom tipu, veličina predstavlja broj podataka za koje je tag prikazan,kao prikaz popularnosti svakog taga. Primeri ovog tipa su korišćeni na Flickr, blog aggregator Technorati i na Google rezultatima sa DeeperWeba.

### Kategorizacija
U trećem tipu,tagovi su korišćeni kao metod kategorizacije sadržaja. Tagovi su predstavljeni kao oblak, gde veći tagovi predstavljaju veću količinu sadržaja te kategorije.

Terminkeyword cloud je ponekad korišćen kao marketing pretraživača (SEM) termin koji se odnosi na grupu ključnih reči koje su bitne za određeni web sajt.U skorijim godinama, tag cloudovi su postali popularni zbog njihove uloge u optimizaciji pretraživača web stranica kao i podrške korisnicima koji prelaze preko sadržaja informacionih sistema efikasno Tag cloudovi kao navigacioni alat čine web sajtove povezanijim, i kada "pauk pretraživača puzi",može poboljšati search engine rank.

## Izgled
Tag cloudovi su obično prikazani koristeći HTML elemente. Tagovi mogu da se pojave u alfabetnom redu,ili u nasumičnom redu,takođe mogu biti sortirani po težini i još mnogo drugih varijani.Ponekad, dalje vizuelne specifikacije su manipulisane,ne samo veličina fonta,već i boja,intenzitet i težina istog. Najpopularniji metod aranžiranja je pravougaoni aranžman tagova, sa alfabetskim sortiranjem, liniju po liniju. Odluka za optimalni izgled bi trebalo da bude ono što korisnici očekuju da pronadju. Neko klasteruje tagove semantički,kako bi se slični tagovi pojavili jedan do drugog. Heuristika može biti korišćena da smanji veličinu tag clouda, bilo da svrha jeste ili nije klasterovanje tagova.

## Data cloudovi
Data cloud ili cloud data je prikaz podataka koji koristi veličinu fonta i/ili boju da prikaže numeričke vrednosti. Slično je tag cloudu ali umesto broja reči,prikazuje podatke kao što je populacija ili cena na berzi .

## Tekstualni cloudovi
Tekstualni cloud ili word cloud je vizualizacija učestalosti određenih reči u nekom tekstu. Tehnika je od skoro postala popularna kao alat za prikaz sadržaja političkih govora.

## Kolokativni cloudovi
Nadovezujući se na tekstualne cloudove, kolokativni cloud pruža direktniji pogled na dokument ili korpus. Umesto sumiranja celog dokumenta, kolokativni klaud ispituje korišćenje određene reći.Rezultujući cloud sadrži reči koje su često korišćene u konjukciji sa rečju koja se traži. Ove kolokacije su napravljene da prikažu učestalost (kao veličinu), uključujući i kolokacijalnu snagu (kao osvetljenost). Ovo pruža nove interaktivne načine da se istražuje jezik.

## Percepcija tag cloudova
Tag cloudovi su bili predmet istrage u nekoliko studija. Sledeće tumačenje je bazirano na pregledu rezultata istrage Lohmana.:
- Veličina taga: Veliki tagovi privlače više pažnje od malih (efekat pod uticajem daljih osobina, npr., broj karaktera, pozicija, susedni tagovi).
- Skeniranje: Korisnici pretražuju(skeniraju) radije nego što čitaju tagove.
- Centriranje: Tagovi u sredini clouda privlače više pažnje nego oni koji su na ivicama (efekat proizveden od strane lejauta stranice).
- Pozicija: Gornji levi kvadrant privlači više pažnje od ostalih (Navike čitalaca).
- Eksploracija: Tag cloudovi pružaju podoptimalnu podršku kada se traže određeni tagovi (ukoliko nisu u veoma velikom fontu).

## Stvaranje tag clouda
U principu, veličina fonta u tag cloudu je određena učestalošću termina. Za word cloud kategorija kao što su web blogovi,učestalost,na primer, odgovara broju unosa web bloga koji su dodeljeni određenoj kategoriji.U linearnoj normalizaciji.težina {\displaystyle t_{i}} dekriptora je odrežena veličini skale od jedan kroz f, gde {\displaystyle t_{min}} i {\displaystyle t_{max}} određuju raspon dostupnih težina.
{\displaystyle s_{i}=\left\lceil {\frac {f_{\mathrm {max} }\cdot (t_{i}-t_{\mathrm {min} })}{t_{\mathrm {max} }-t_{\mathrm {min} }}}\right\rceil } for {\displaystyle t_{i}>t_{\mathrm {min} }}; else {\displaystyle s_{i}=1}
- {\displaystyle s_{i}}: display fontsize
- {\displaystyle f_{\mathrm {max} }}: max. fontsize
- {\displaystyle t_{i}}: count
- {\displaystyle t_{\mathrm {min} }}: min. count
- {\displaystyle t_{\mathrm {max} }}: max. count

Pošto je broj indeksiranih podataka po deskriptoru obično distribuiran u zavisnosti od zakona moći, za veće opsege vrednosti, postoji izvesni logaritam čija reprezentacija ima smisla.
Implementacija tag clouda takođe uključuje razne metode izmene teksta i time filtrira tagove koji nisu od neke preterane pomoći,kao što su uobičajene reči. brojevi i znakovi.
Takođe,postoje sajtovi koji veštački ili nasumično stvaraju tag cloudove sa određenim tagovima, koji se koriste u marketinške, ili jednostavno, humorističke svrhe.

## Spoljašnje veze
- Understanding Tag Clouds - informaciona dizajnerska analiza tag cloudova
- Tag Clouds Gallery: Examples and Good Practices - poređenje vizualnih dizajna tag cloudova
- Design tips for building tag clouds Архивирано на веб-сајту  (21. март 2014) - uputsvo od O'Reilly's ONLamp
- 9 Word Cloud generators in one place Архивирано на веб-сајту  (10. септембар 2014) možete eksperimentisati sa ovima.
- AnswerGarden - Alat za stvaranje tag cloudova